# Nigel Pearson
Nigel Graham Pearson (Nottingham, 21 augustus 1963) is een Engels voetbalcoach en voormalig voetballer. In februari 2021 trad hij in dienst als hoofdtrainer bij Bristol City.

## Spelerscarrière
In november 1981 startte Pearson met zijn voetbalcarrière bij Shrewsbury Town. Zijn eerste doelpunt maakte hij op 12 maart 1983 tegen Barnsley. Hij bleef er zes seizoenen voordat hij naar Sheffield Wednesday vertrok. Bij Sheffield werd hij aanvoerder en won hij de League Cup (1990/91) na een 1-0 overwinning op Manchester United. Met Sheffield promoveerde hij dat seizoen ook nog eens naar de Division One. In 1994 werd Pearson gecontracteerd door Middlesbrough. Hij speelde met Boro drie bekerfinales, die alle drie werden verloren, en werd er aanvoerder.

## Trainerscarrière
Pearson startte zijn trainerscarrière bij Carlisle United in 1998, vlak na zijn voetbalpensioen. In 2008 werd hij opnieuw hoofdtrainer, dit keer van Southampton. Hiervoor was hij wel interim-trainer bij achtereenvolgens West Bromwich Albion, het Engels voetbalelftal onder 21 en Newcastle United. In juni 2008 (na drie maanden bij Southampton) werd Pearson hoofdcoach van Leicester City. Hij vertrok hierna voor één seizoen naar Hull City. Pearson werd in november 2011 opnieuw aangesteld bij Leicester City. Met die club won hij in het seizoen 2013/14 de titel in de Championship en daarmee was promotie naar de Premier League een feit. Na een veertiende plaats en zodoende lijfsbehoud hierin, werd hij aan het eind van het seizoen 2014/15 genomineerd voor de titel Manager van het Jaar. Die eer was echter bestemd voor de Portugees José Mourinho, die Chelsea naar de landstitel leidde. De andere genomineerde managers waren Arsène Wenger (Arsenal), Garry Monk (Swansea City) en Ronald Koeman (Southampton). In de zomerstop tussen de seizoenen 2014/15 en 2015/16 werd Pearson ontslagen door Leicester City wegens een verschil van inzicht over de te varen koers, aldus de clubleiding. Op 27 mei 2016 werd hij aangesteld als manager van Derby County. Die club stelde hem in oktober van dat jaar op non-actief. Aanleiding was een meningsverschil met voorzitter Mel Morris. Die had Pearson geschorst na de 2-1 nederlaag op eigen veld tegen Blackburn Rovers. Kort daarop hadden de voorzitter en de manager een aanvaring op Moor Farm, het trainingscomplex van de club. Pearson werd bij Derby opgevolgd door Steve McClaren. Op 22 september 2017 werd hij voorgesteld als nieuwe hoofdtrainer bij Oud-Heverlee Leuven, waar hij Dennis van Wijk opvolgde ondanks een degelijke competitiestart. Pearson pakte vervolgens gemiddeld minder punten per wedstrijd dan zijn voorganger, maar behield het vertrouwen van de voorzitters Vichai en Top Srivaddhanaprabha ondanks een strijd tegen de degradatie in het seizoen dat erop volgde. Op 3 februari 2019 werd hij bij Oud-Heverlee Leuven ontslagen na een pover seizoen. Op 6 december 2019 werd Pearson aangesteld als coach van Watford FC in de Premier League, dat coach Quique Sánchez Flores de laan had uitgestuurd. Hij tekende tot het einde van het seizoen. Watford kende het hele seizoen al degradatieproblemen. Wel werd nog aanstaand kampioen Liverpool FC in februari 2020 met 3–0 verslagen, wat het eerste verlies van Liverpool van de competitie en in 44 wedstrijden was. Pearson werd twee wedstrijden voor het einde van het seizoen ontslagen. De club stond toen net boven de degradatiestreep. De twee resterende wedstrijden gingen echter verloren en Watford degradeerde alsnog. In februari 2021 werd bekend dat Pearson het seizoen zou afmaken als hoofdtrainer bij Bristol City FC. Op 29 april van dat jaar werd de tijdelijke overeenkomst omgezet in een driejarig contract bij de club.

## Erelijst

### Als speler
Sheffield Wednesday
- League Cup

1990/91

### Als trainer
Leicester City FC
- Championship

2013/14